# Jørgen Brøndlund Nielsen
 (avril 2020).
Si vous disposez d'ouvrages ou d'articles de référence ou si vous connaissez des sites web de qualité traitant du thème abordé ici, merci de compléter l'article en donnant les références utiles à sa vérifiabilité et en les liant à la section « Notes et références ».
Jørgen Brøndlund Nielsen, né le 2 août 1939, est une personnalité politique danoise. Il est député européen.

## Biographie
Il siège au Parlement européen :
- Membre du Parti de l'Alliance des libéraux et des démocrates pour l'Europe (1973-84) - du 12.02.1979 au 16.07.1979, il a été vice-président de ce groupe politique.
- Membre de la commission du contrôle budgétaire (1979-82),
- Membre de la commission de l'agriculture (1979-84),
- Membre de la délégation pour les relations avec la Suisse (1983-84),
- Membre de la commission de l'agriculture, de la pêche et du développement rural (1984-89),
- Membre de la délégation pour les relations avec le Comité des membres des États de l'AELE (1985-87),
- Vice-président de la délégation pour les relations avec la Suède, la Finlande, l'Islande et le Conseil nordique (1987-89).